# شوكيات الجوف

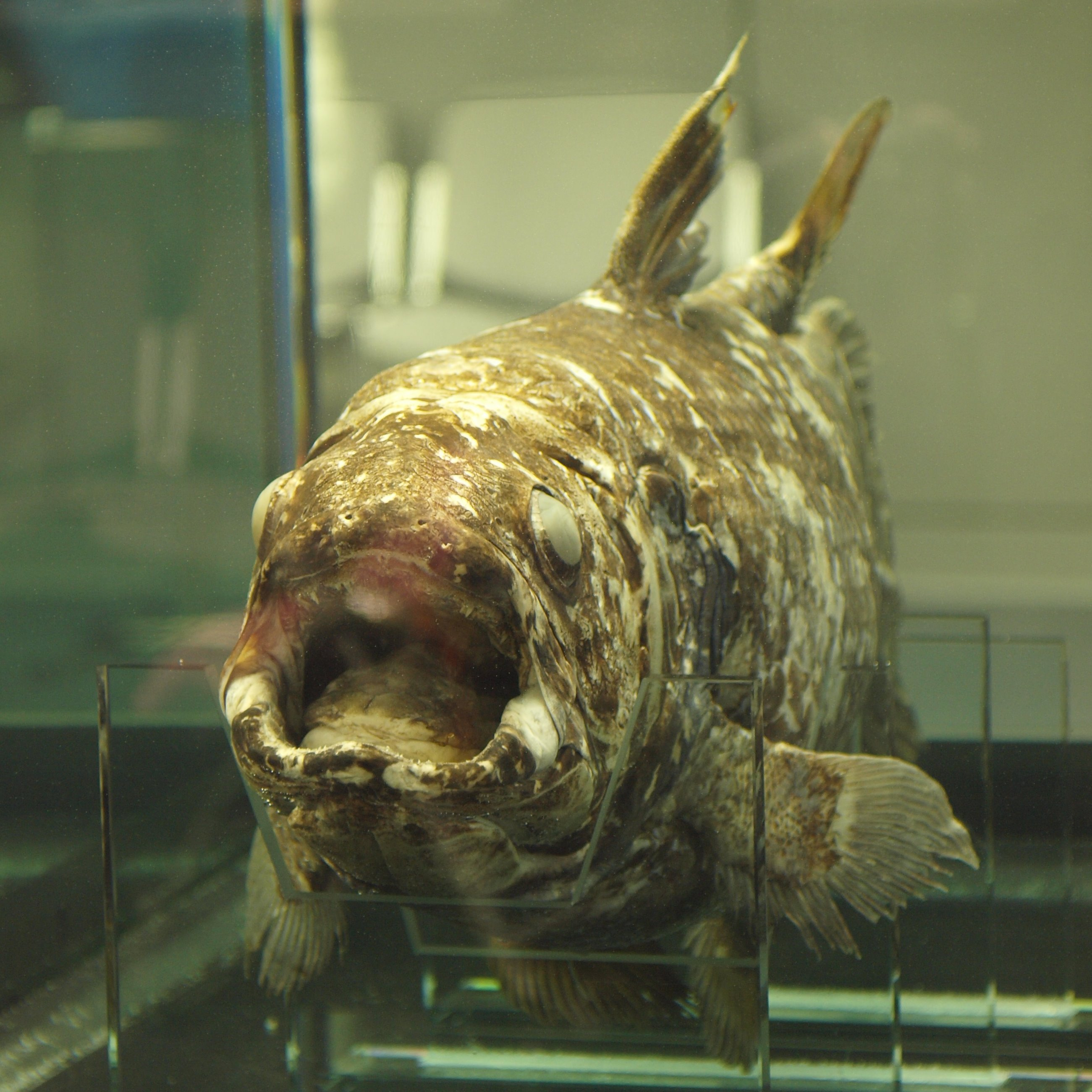
Latimeria menadoensis,شوكية الجوف الإندونيسي في متنزه الحياة البحرية في طوكيو (Kasai Rinkai Suizokuen), اليابان

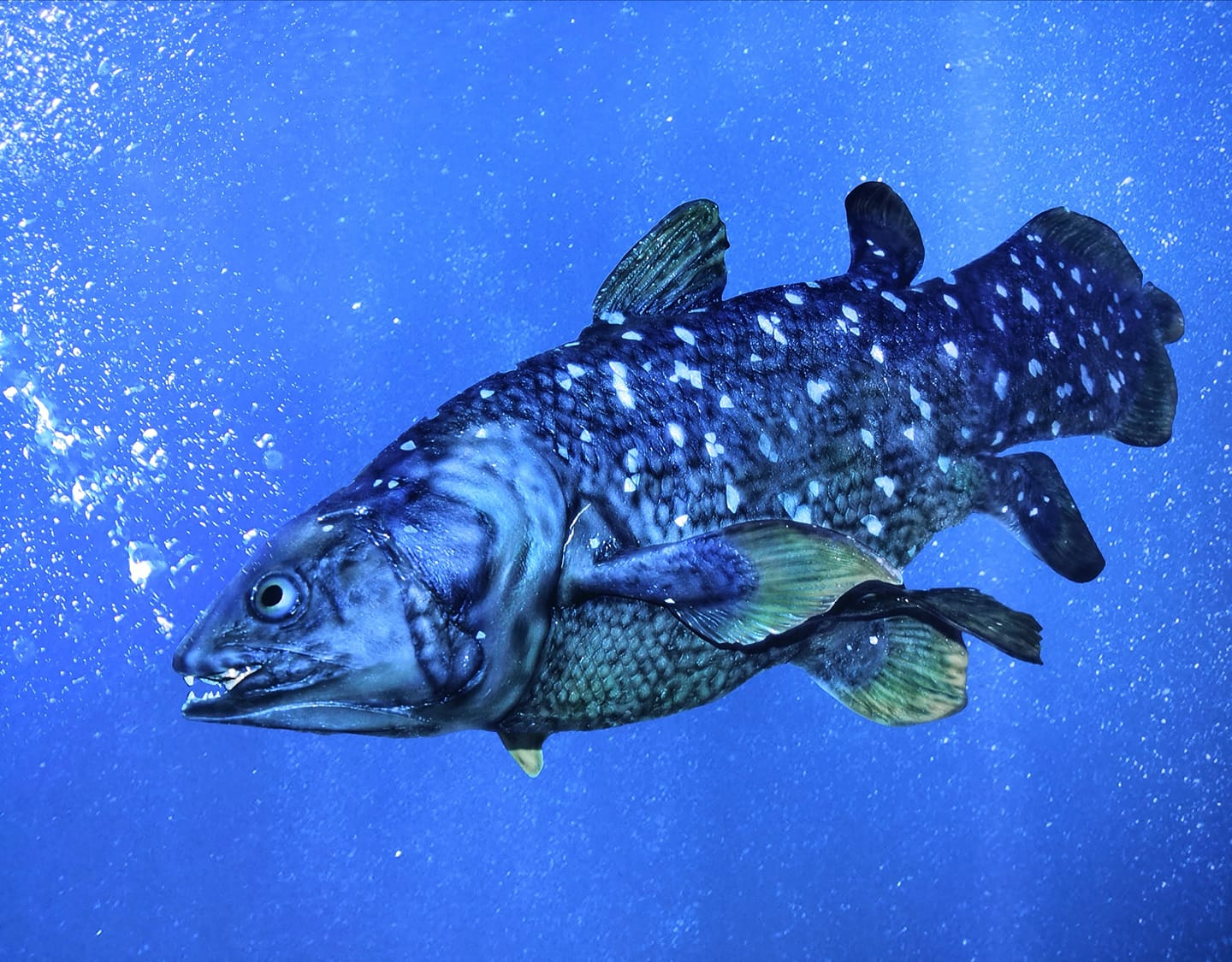
سمكة الجُمبيزة في جناح جزر القمر في أكسبو 2020 دُبي

شَوكيّات الجَوف  ، والواحدة شَوكِيّة الجَوف. أو سَمَكةُ الكُهُوفِ الشَوكيةِ  أوسمكة سيلاكانث أو الجُمبيزة (حسب لغة أهالي جُزر القمر) هي رتبة نادرة تتضمن نوعين ضمن الجنس لَتمِيريا Latimeria.
يعتبر العلماء تلك السمكة أحفورة حية، فيبلغ زمن تواجدها نحو 500 مليون سنة، ولا يزال هذا النوع موجوداً حتى الآن. شوهدت واحدة لأول مرة في يوم 22 ديسمبر 1938 قبالة ساحل جنوب إفريقية. كان هذا النوع معروف قبل ذلك كأحافير.
ميّزة تلك السمكة في أن لها زعانف تشبة اليد وعظام، والزعنفة مشابه لما تطور (حسب نظرية التطور) بعد ذلك من أطراف للبرمائيات، التي استطاعت العيش على اليابسة.

## نظرية الانتقال إلى اليابسة
في الماضي كان يعتقد أن أسلاف الثديات هي سمكة لكن في عام 1938 تم اكتشاف ان سمكة لم تنقرض بعد ان السمكة لا تعيش على مياة الضحلة بل في المياه العميقة مغيرة نظرية انتقال السمكة إلى اليابسة حسب نظرية التطور.

## الاسم العلمي والإنجليزي
الاسم العلمي للرتبة هو شوكيات الجوف coelacanths وللجنس هو لَتمِير Latimeria
ويضم الجنس نوعين هما:
- (West Indian Ocean coelacanth (Latimeria chalumnae شَوكيّة الجَوف غَرب المُحيط الهِنديّ.
- (Indonesian coelacanth (Latimeria menadoensis شَوكيّة الجَوف الإندُونِيسِيّة.

الاسم الإنجليزي للنوع هو coelacanth شوكية الجوف.

## أسماء شوكي الجوف في اللغات الأخرى
أسماء شوكية الجوف غرب المحيط الهندي:
- الإنجليزية:	Coelacanth, Gombessa
- الفرنسية: 	Coelacanthe
- الإسبانية: 	Celecanto

أسماء شوكية الجوف الإندونيسية:
- الإنجليزية: Sulawesi Coelacanth

(سولاوسي (Sulawesi) هي جزيرة إندونيسية)
- كولاكانث غرب المحيط الهندي

## التصنيف

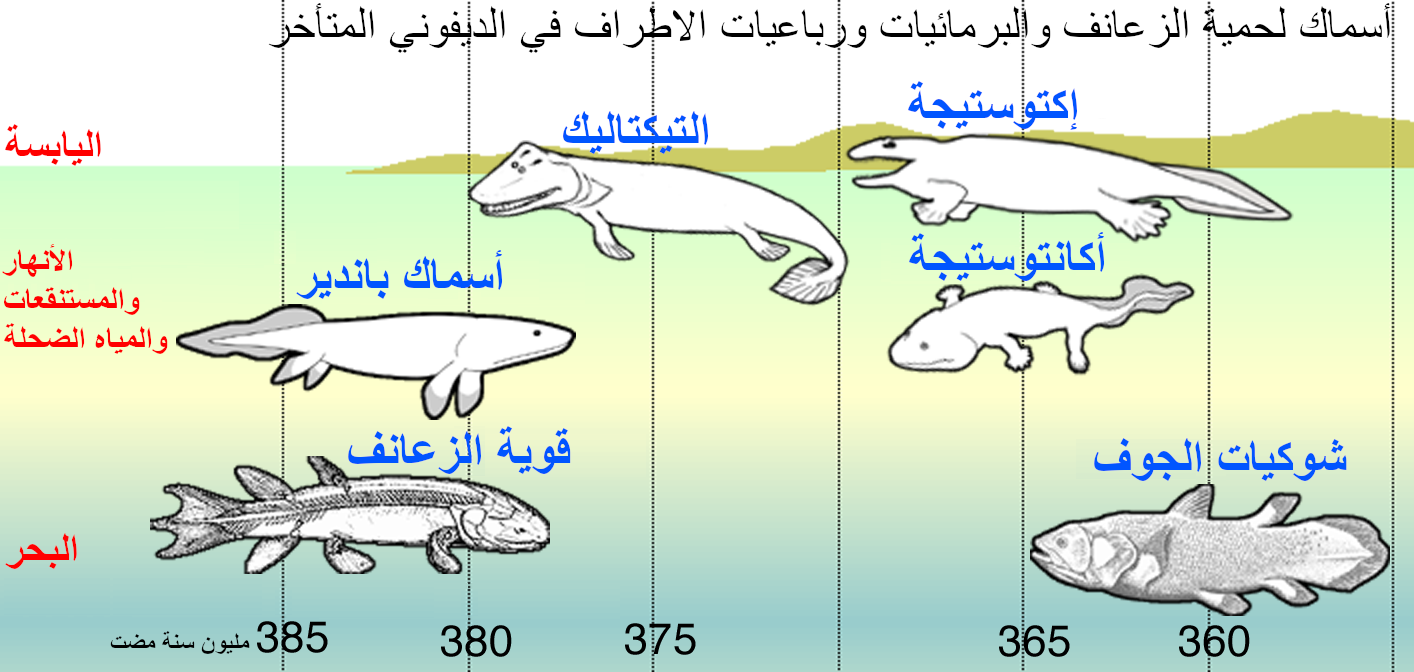
In عصر ديفوني فقاريات speciation, descendants of منطقة البحر المفتوح لحميات الزعانف – like قوية الزعانف – exhibited a sequence of adaptations:
- سمكة باندر, suited to muddy shallows;
- تيكتاليك with limb-like fins that could take it up onto land;
- رباعيات أطراف in weed-filled swamps, such as:
- أكانتوستيجة which had feet with eight digits,
- إكتوستيجة with limbs.
Descendants also included pelagic lobe-finned fish such as coelacanth species

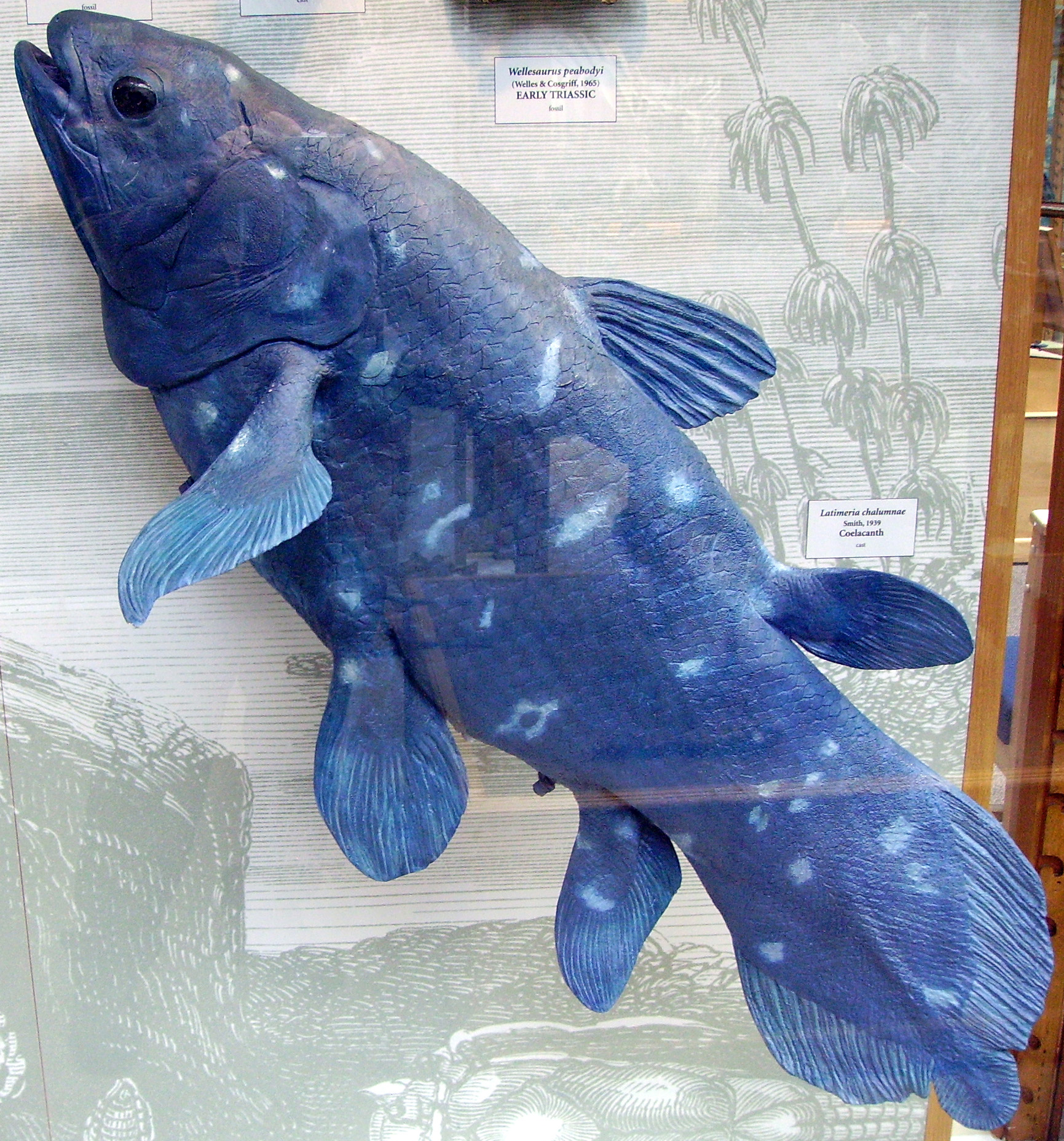
"جُمبيزة " في متحف جامعة أوكسفورد.

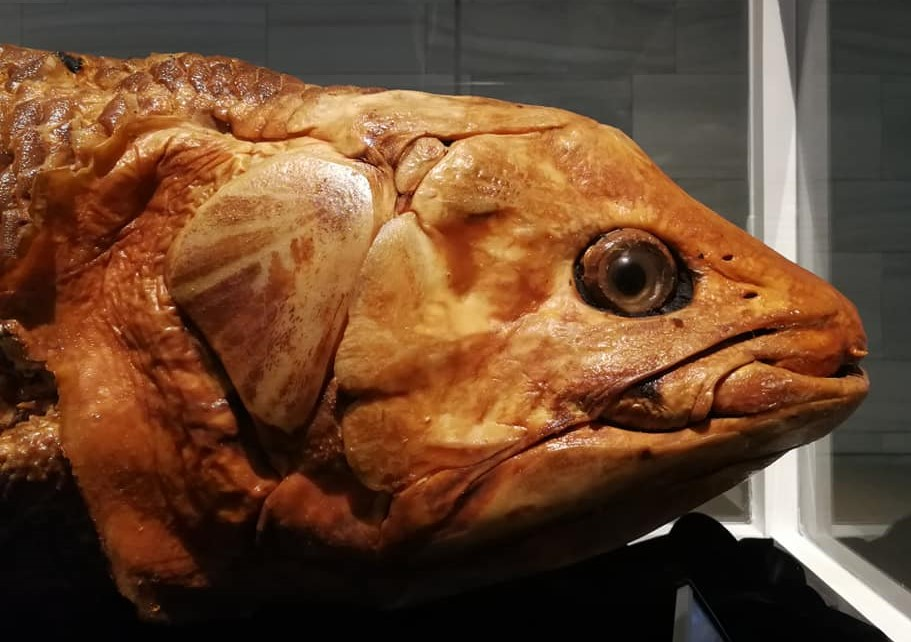
سمكة الجُمبيزة من جزر القمر والمعروضة في مركز عبدالله السالم الثقافي في الكويت

فيما يلي تصنيف لفصائل وأنواع شوكيات الجوف المعروفة:
- رتبة ال (Coelacanthiformes)
  - فصيلة ال Whiteiidae (Triassic)
    - Piveteauia
    - Whiteia

  - Family Rebellatricidae (Triassic)
    - Rebellatrix

  - فصيلة ال Coelacanthidae
    - Axelia
    - Coelacanthus
    - Ticinepomis
    - Wimania

  - رُتيبة ال (شوكيات الجوف)
    - فصيلة ال Mawsoniidae (Triassic and Jurassic)
      - Alcoveria
      - Axelrodichthys
      - Chinlea
      - Diplurus
      - Gambergia
      - موسونيا
      - Parnaibaia

    - فصيلة ال شوكيات الجوف ليف بيرغ، 1940
      - Holophagus
      - Latimeria جيمس سميث (عالم), 1939
        - كولاكانث غرب المحيط الهندي جيمس سميث (عالم), 1939 (West Indian Ocean coelacanth)
        - سمك الكولاكانث الإندونيسي Pouyaud، Wirjoatmodjo، Rachmatika، Tjakrawidjaja، Hadiaty & Hadie, 1999 (Indonesian coelacanth)

      - Libys
      - Macropoma
      - Macropomoides
      - Megacoelacanthus
      - Swenzia
      - Undina

## اقرأ أيضا
- كولاكانث غرب المحيط الهندي